# Sông Hàm Giang
Sông Hàm Giang là phụ lưu cấp 1 của sông Trà Khúc, chảy ở huyện Sơn Tịnh tỉnh Quảng Ngãi, Việt Nam .
Hàm Giang đổ vào sông Trà Khúc ở thôn Ngân Giang thị trấn Tịnh Hà huyện Sơn Tịnh.